# Ferrovia Avellino-Rocchetta Sant'Antonio

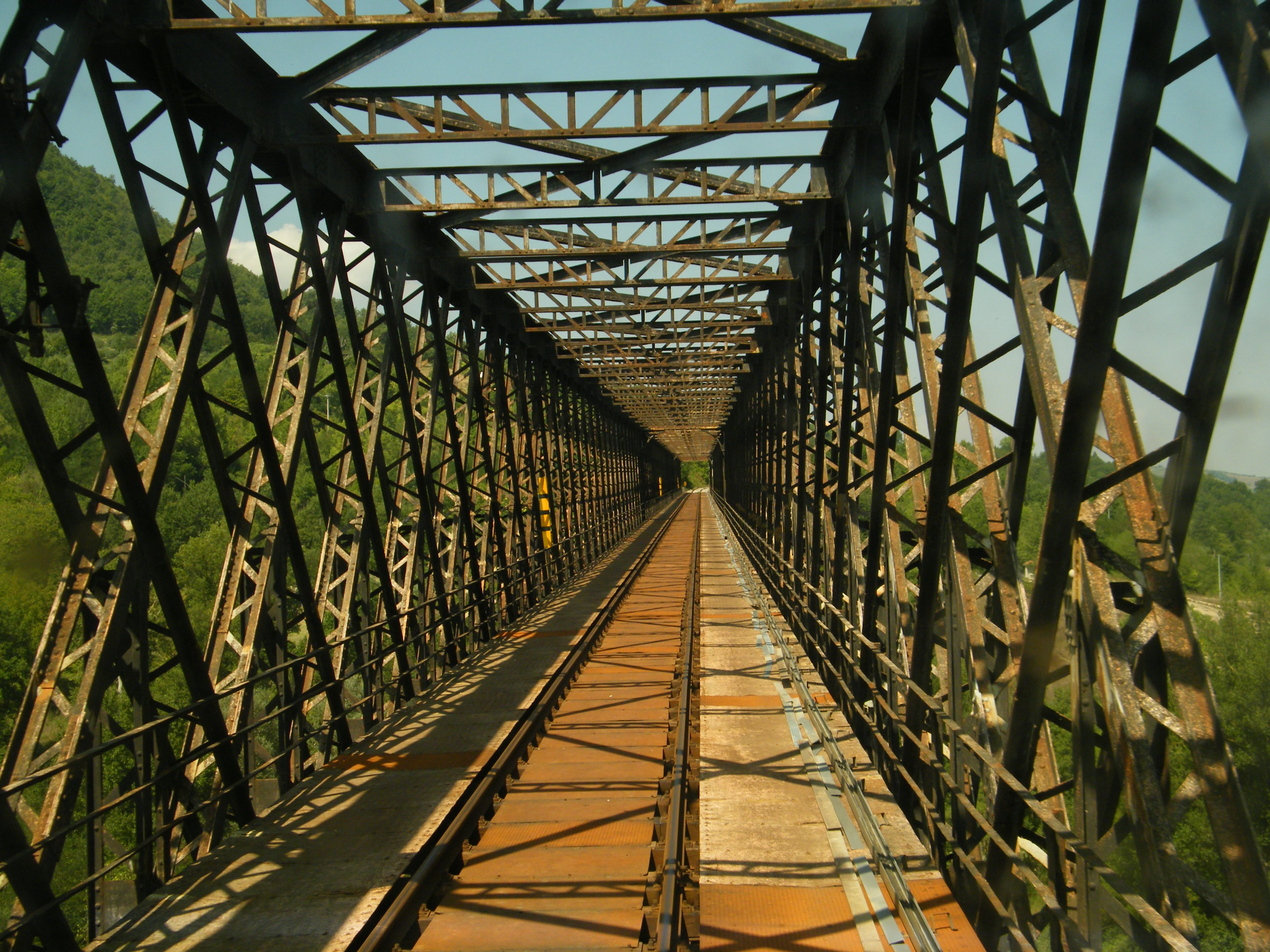
Il Ponte Principe, situato nei pressi della stazione di Lapio.

La ferrovia Avellino-Rocchetta Sant'Antonio è una linea ferroviaria che collega i nodi di Avellino in Campania e Rocchetta Sant'Antonio in Puglia, attraversando il settore sud-orientale della provincia di Avellino oltre a servire alcuni comuni delle province di Potenza e Foggia. Il tratto della linea su cui gravitava il maggior bacino d'utenza era compreso tra Avellino e Lioni. Definitivamente chiusa al traffico ordinario il 12 dicembre 2010, è stata poi gradualmente riaperta al solo traffico turistico saltuario a partire dal 22 agosto 2016.

## Storia
| Tratta                            | Inaugurazione   |
| --------------------------------- | --------------- |
| Rocchetta Sant'Antonio-Monteverde | 29 marzo 1892   |
| Avellino-Paternopoli              | 27 ottobre 1893 |
| Paternopoli-Monteverde            | 27 ottobre 1895 |

Le proposte per una ferrovia di collegamento trasversale attraverso le valli dei fiumi Calore, Sabato e Ofanto risalgono agli anni 1870, ma trovarono difficoltà ad essere accolte per una serie di motivazioni, non ultime quelle di una difforme valutazione del tracciato da progettare. Trovarono tuttavia accoglimento nella lista di quelle da costruire incluse in 3ª categoria nella lista della legge Baccarini del 1879.
L'incarico di redigere il progetto esecutivo venne affidato, nel 1885, alla Società Italiana per le Strade Ferrate Meridionali ed approvato mediante convenzione il 21 giugno 1888. I lavori iniziarono l'anno successivo, ma presto avvenne il subentro della Società per le Strade Ferrate del Mediterraneo. La linea venne divisa in tre tratte per i lavori, che comportarono la costruzione di un gran numero di opere d'arte per lo più in muratura e di vari viadotti a diverse luci. Le aperture, iniziate nel 1892, si conclusero con la piena attivazione il 27 ottobre del 1895.
A causa del tracciato molto impegnativo e sinuoso e della modesta rilevanza dei centri attraversati, la linea non sortì l'effetto, auspicato dai suoi promotori, di stimolare lo sviluppo delle poverissime aree agricole: il traffico pertanto fu sempre modesto e a carattere locale. Non ebbe grande impulso neanche con l'avvento delle Littorine a metà degli anni 1930. I danneggiamenti bellici della seconda guerra mondiale provocarono nel 1943 l'interruzione della linea. Un altro duro colpo fu causato dal terremoto dell'Irpinia del 1980, che ne provocò una lunga chiusura e l'ulteriore perdita di traffico.
Nel 1971 venne realizzato un raccordo industriale a servizio di una cava di silice (all'epoca gestita dalla Italsil, oggi dalla Pilkington Italia) nella zona di Pisciolo, nel territorio comunale di Melfi (PZ), che rimase attivo fino alla fine degli anni ottanta.
Quando negli anni 1970 si decise la costruzione di una diga per la produzione di corrente elettrica, il livello del fiume Ofanto sarebbe salito a tal punto da innalzare il livello del lago di Conza, il quale avrebbe sommerso la linea ferroviaria: si decise quindi di spostare più a monte sia la sede ferroviaria sia la fermata di Sanzano-Occhino e la stazione di Conza-Andretta, che fu inaugurata nel 1982.
Dopo il sisma del 1980 venne realizzato un raccordo ferroviario che si separava dalla linea subito dopo la fermata di Taurasi in direzione Rocchetta S. Antonio, per inoltrarsi nella adiacente zona industriale di San Mango sul Calore a servizio della Prometal, un'azienda che si occupava del decapaggio di coils di acciaio, e che rimase attivo fino all'incirca fino alla metà degli anni 1990.
Il servizio viaggiatori sull'intera linea fu sospeso a partire dal cambio d'orario ferroviario del 12 dicembre 2010. I tempi di viaggio tra i due capolinea, utilizzando i servizi a coincidenza messi a disposizione da Trenitalia (sia ferroviari che automobilistici), superavano le 4 ore. Dal 2013 in alcuni tratti della linea furono rimosse le sbarre dei passaggi a livello e spenti i segnali. Lo stato di trascuratezza della linea era tale che ne fu ventilata la soppressione totale.
Il 14 luglio 2015 gli enti regionali hanno siglato un accordo con Fondazione FS per la riapertura della linea a scopi turistici, prevedendo la sua l'integrazione nel progetto "Binari senza tempo" e la valorizzazione dei territori attraversati. Il 22 agosto 2016 è stata reinaugurata la tratta Rocchetta-Conza; un anno dopo, il 25 agosto 2017, la riattivazione è stata protratta fino a Montella e l'11 febbraio 2018, in occasione del carnevale, la tratta è stata riattivata fino a Montemarano. La riapertura dell'intera linea si è conclusa il 26 maggio 2018 con la riattivazione del tratto mancante fino ad Avellino.
Nel 2019 è stato sostituito l'armamento da Rocchetta a Lioni, e nel 2020 anche da Lioni a Montella. Nel 2022 è stato condotto un ulteriore intervento di manutenzione straordinaria, con particolare riguardo per il risanamento delle opere d'arte e l'incanalamento delle acque, in modo tale da eliminare alcuni tratti a velocità limitata.

## Caratteristiche

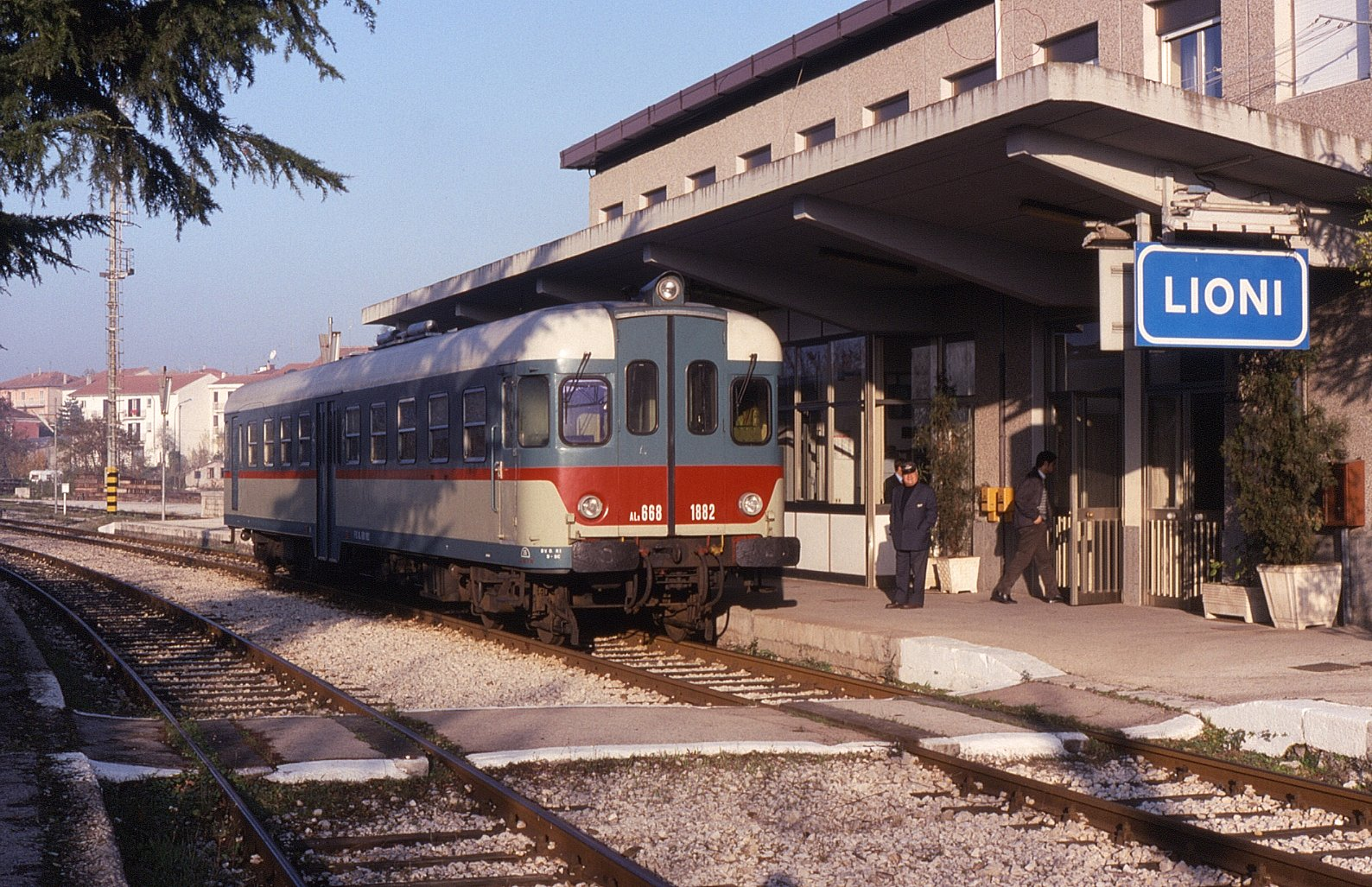
Un'automotrice ALn 668.1882 nella stazione di Lioni (1996)

|  | Unknown route-map component "STR+l" | Unknown route-map component "CONTfq" |

| Station on track |

| Unknown route-map component "CONTgq" | Unknown route-map component "ABZgr" |  |

| Unknown route-map component "BRK3" |

| Enter and exit short tunnel |

| Non-passenger station/depot on track |

| Enter and exit tunnel |

| Unknown route-map component "eBHF" |

| Small non-passenger station on track |

| Enter and exit tunnel |

| Small non-passenger station on track |

| Non-passenger station/depot on track |

| Small non-passenger station on track |

| Unknown route-map component "WCONTfaq" | Unknown route-map component "hKRZWae" | Unknown route-map component "WCONTgeq" |

| Small non-passenger station on track |

| Unknown route-map component "exKINTaq" | Unknown route-map component "eABZgr" |  |

| Unknown route-map component "SKRZ-G2o" |

| Small non-passenger station on track |

| Unknown route-map component "WCONTfaq" | Small bridge over water | Unknown route-map component "WASSER+r" |

| Unknown route-map component "WASSER+l" | Small bridge over water | Water straight and to right |

| Water | Non-passenger station/depot on track |  |

| Unknown route-map component "WASSERl" | Small bridge over water | Unknown route-map component "WASSER+r" |

|  | Small non-passenger station on track | Water |

|  | Small non-passenger station on track | Water |

|  | Non-passenger station/depot on track | Water |

| Unknown route-map component "WASSER+l" | Small bridge over water | Water straight and to right |

| Unknown route-map component "WASSERl" | Small bridge over water | Unknown route-map component "WCONTgeq" |

| Small non-passenger station on track |

| Unknown route-map component "SKRZ-Bu" |

| Non-passenger station/depot on track |

| Small non-passenger station on track |

| Enter and exit tunnel |

| Unknown route-map component "BRK3" |

| Non-passenger station/depot on track |

| Small non-passenger station on track |

| Small non-passenger station on track |

| Non-passenger station/depot on track |

| Enter and exit tunnel |

| Small non-passenger station on track |

| Small non-passenger station on track |

| Unknown route-map component "exSTRc2" | Unknown route-map component "eABZg3" |  |

| Unknown route-map component "exdSTRc2" | Unknown route-map component "exHST3+1" | Small non-passenger station on track + Unknown route-map component "exSTRc4" |  | Unknown route-map component "d" |

| Unknown route-map component "exdSTR+1" | Unknown route-map component "exSTRc4" | Unknown route-map component "hSTRa@g" |  | Unknown route-map component "d" |

| Unknown route-map component "exdSTR" |  | Unknown route-map component "hSTRe@g" + Unknown route-map component "lhSTRa@f" |  | Unknown route-map component "d" |

| Unknown route-map component "exdSTR" | Unknown route-map component "WDOCKSaq" | Unknown route-map component "WFILL" + Unknown route-map component "MSTR" + Unknown route-map component "lhSTR" + Straight track | Unknown route-map component "WDOCKSeq" | Unknown route-map component "d" |

| Unknown route-map component "exdSTR2" + Unknown route-map component "exldBHF" | Unknown route-map component "exSTRc3" | Unknown route-map component "tSTRa" + Unknown route-map component "lhSTRe@g" |  | Unknown route-map component "d" |

| Unknown route-map component "exdSTRc1" | Unknown route-map component "exSTR2+4" | Non-passenger station/depot on track + Unknown route-map component "exSTRc3" + Unknown route-map component "PORTALg" |  | Unknown route-map component "d" |

| Unknown route-map component "exSTRc1" | Unknown route-map component "eABZg+4" |  |

| Unknown route-map component "eBHF" |

| Unknown route-map component "WCONTfaq" | Small bridge over water | Unknown route-map component "WCONTgeq" |

| Non-passenger station/depot on track |

| Unknown route-map component "WCONTfaq" | Small bridge over water + Unknown route-map component "GRZq" | Unknown route-map component "WCONTgeq" |

| Small non-passenger station on track |

| Unknown route-map component "WCONTfaq" | Small bridge over water + Unknown route-map component "GRZq" | Unknown route-map component "WCONTgeq" |

| Unknown route-map component "WCONTfaq" | Small bridge over water + Unknown route-map component "GRZq" | Unknown route-map component "WCONTgeq" |

| Small non-passenger station on track |

| Unknown route-map component "WCONTfaq" | Small bridge over water + Unknown route-map component "GRZq" | Unknown route-map component "WCONTgeq" |

| Unknown route-map component "WCONTfaq" | Small bridge over water + Unknown route-map component "GRZq" | Unknown route-map component "WCONTgeq" |

| Non-passenger station/depot on track |

| Unknown route-map component "WCONTfaq" | Small bridge over water + Unknown route-map component "GRZq" | Unknown route-map component "WCONTgeq" |

| Small non-passenger station on track |

| Unknown route-map component "STR+GRZq" |

| Unknown route-map component "STR+GRZq" |

| Non-passenger station/depot on track |

| Small non-passenger station on track |

| Unknown route-map component "exKINTaq" | Unknown route-map component "eABZgr" |  |

| Unknown route-map component "WCONTfaq" | Small bridge over water + Unknown route-map component "GRZq" | Unknown route-map component "WCONTgeq" |

| Unknown route-map component "CONTgq" | Unknown route-map component "ABZg+r" |  |

| Station on track |

|  | One way leftward | Unknown route-map component "CONTfq" |

La linea è una ferrovia a semplice binario e a scartamento normale, non elettrificato, lunga complessivamente 119 chilometri. Il gestore RFI la qualifica come "linea complementare".
Lungo il tracciato sono presenti 11 stazioni con più binari: Salza Irpina, Montemiletto, Paternopoli, Montemarano, Montella, Nusco, Lioni, Conza-Andretta-Cairano, Calitri-Pescopagano, Monticchio e Monteverde.

## Traffico
Il traffico ferroviario ordinario risulta sospeso dal 13 dicembre 2010 e sostituito da autobus nella sola tratta Avellino-Lioni, saltando però molti comuni una volta serviti dal treno. Il servizio era svolto da treni regionali di Trenitalia.

Dal 2016, in determinate occasioni la linea è percorsa da treni turistici (Irpinia Express) della Fondazione FS, effettuati il più delle volte con automotrici diesel ALn 668.1800; sono state spesso impiegate anche ALn 663.1100 o composizioni di materiale ordinario con locomotive D343 o D345 in trazione.